# 華德動能科技
華德動能科技股份有限公司（RAC Electric Vehicles Inc.），簡稱華德或RAC，是臺灣一家交通運輸車輛製造商，於2005年成立，以電動巴士、電動商用車輛整體規劃製造及電動車輛零組件生產為主。
總部及生產基地位在桃園市大園區，主要工廠位於台中市梧棲區。

## 簡介
- 該公司成立時適逢政府大力推行節能減碳的綠色環境政策，因此從成立之初便著重於相關電動車輛的開發，並針對純電動大型巴士進行開發投產[1]。
- 2014年12月23日登錄興櫃，代碼2237。 [2]

## 車款
華德RACE700，外銷型號為「華德RACE150」（RAC RACE150），該車款於2018年進行改款。
2025年6/17日晚間8:46分大都會客運車號EAL-0128的車輛，行駛262路線時於長庚醫院前不明原因自燃，事後台北市政府公共運輸處下令與該車型同款的車都需要做徹底的檢查才可以上路。

## 規格

### 2011年到2017年
- 車體廠：華德動能科技
- 座椅：金華座椅
- 冷氣：SPAC 新舒車冷氣
- 馬達：富田電機 交流風冷式電動機
- 額定功率：150kW/201hp (約203ps)
- 瞬間最大功率：375kw/503hp (約510ps)
- 電機最大扭力：1432N-m
- 電池形式：中聚雷天 稀土釔鋰電池
- 最高車速：95km/hr
- 電池電量：250kWh
- 充電時間：一般充電約10小時，快速充電約2小時
- 最大巡航里程：約150～180公里(市區全載)
- 變速：五速手排或二速自排

### 2018年以後[4]
- 車體廠：華德動能科技
- 座椅：金華座椅
- 冷氣：台達電電動巴士專用冷氣、上濱冷氣、舒和冷氣
- 馬達：東元水冷式永磁同步磁阻輔助(SRPM)
- 額定功率：189kW(約253HP）
- 外型尺寸：11990x2480x3220(mm)
- 軸距：5800(mm)
- 前後軸：ZF RL82A /ZF AV133
- 整車重量：12140(kg)
- 最大重量：15350(kg)
- 煞車系統：WABCO全氣壓雙迴路、前後碟式煞車
- 輔助煞車：電機電力煞車
- 爬坡度：＞30%
- 馬達扭力：887 Nm
- 電池形式：鋰三元電池(車王電提供)
- 最高車速：＞110 km/h
- 電池電量：282(kWh)
- 充電時間：約5小時
- 最大巡航里程：約240～260公里(市區全載)
- 變速：五速手排、Eaton EV六速自排

## 概要
- 該車款在2008年底由華德動能科技股份有限公司開始進行研發，並在2009年於臺北縣（今新北市）低碳博覽會中首度亮相，當時也開放民眾免費試乘，2011年時該車款通過交通部認證，成為國內首輛獲得國家認證的純電動公車。
- 此車款最初為臺北客運引進2輛，原本規劃行駛於捷運先導公車的９８１三鶯線先導公車路線，不過因為當時該路線準備作業尚未完成，所以先暫時行駛於新闢、繞行「臺北大學特定區」內的新北市區850路線，直到2011年12月９８１三鶯線先導公車路線正式開通後，才又回到本線行駛，但後來因車況不佳而宣告停用，目前已淘汰。
- 2012年1月新竹客運也引進此車款6輛，行駛於新竹地區55、56(已停駛)及57兩條免費公車路線。同年3月，該車款出口至菲律賓[7]，也成為世界首輛全車出口的案例。
- 2014年，全航客運亦購入相同車型之電動車2輛EAA-602、605，配至於11路綠能街車做為台中環線街車；南投客運亦購入三輛同型之手排電動車EAA-608~EAA-610行駛日月潭環湖巴士。國慶通運購入華德中型巴士，主要用於私人企業內部接駁路線使用，掛的是遊覽車車牌。
- 2014年分別交貨予桃園客運18輛中巴、南台灣客運9輛大巴、屏東客運2輛中巴及台積電環廠9輛中巴。
- 2016年國光客運亦購入三輛同型之手排電動車EAA-101~EAA-103。
- 2018年改款，欣欣客運12輛大巴行駛臺北聯營66路線。
- 2019年，南台灣客運11輛2018年式改款大巴行駛輕軌綠1路線。
- 2020年，欣欣客運再度購入22輛大巴，其中16輛於12月25日後領牌上路行駛236區間車及251區間車，另6輛2021年上半年交車；指南客運和淡水客運也購入共18輛（指南8輛，淡水10輛），由金龍汽車製造為其打造車體。
- 2021年，南台灣客運再度購入3輛大巴行駛紅61及3路，欣欣客運再度購入6輛大巴行駛819路，下半年三重客運10輛及大都會客運20輛之車輛也會陸續上路。
- 2022年，巨業交通購入2輛大巴。
- 2022年4月，台中客運採購37台電動大巴，陸續上路於304、323路線
- 2022年6月，欣欣客運與華德動能科技採購4輛電動大巴後，於隔月21日再次與其採購16輛電動大巴，共20輛。預計將在2023年度分批陸續交車。
- 2022年9月21日，大南汽車與華德動能科技採購48輛電動大巴，並規劃於明年度分批交車，未來將投入承德幹線 (新北投–捷運市政府站) 提供服務。
- 2022年9月27日，漢程客運、興南客運、屏東客運與華德動能科技共計採購48輛電動大巴，預計將於2023年底前上路。
- 2023年2月23日，中鹿客運、巨業交通與華德動能科技共計採購49輛電動大巴，預計在今年度分批交車。
- 2022年購入台中客運37輛(已全數上路行駛)、南台灣客運20輛(已全數上路行駛)、首都客運30輛(已全數上路行駛)及臺北客運26輛(已全數上路行駛)，共計105輛。111年度示範型計畫中，通過共計64輛採用華德甲類電動大客車，後續將進行簽約，累計示範型取得169輛電動巴士。
- 2024年購入首都客運47輛、大都會客運36輛及臺北客運17輛，共計100輛。[8][9][10][11]
- 2025年獲得首都客運25輛、大都會客運27輛、欣欣客運17輛、東南客運32輛、中壢客運3輛、統聯客運21輛、巨業交通28輛、南投客運3輛、屏東客運9輛共計165輛電動巴士的超大訂單，預計今年中陸續出貨

## 車型
| 型號       | 現況             | 圖片 |
| ---------- | ---------------- | ---- |
| RAC12LB150 | 已全數停產       |      |
| ELCB-2710  | 已全數停產       |      |
| ELCB-2720  | 已全數停產       |      |
| ELCB-2730  | 已全數停產       |      |
| ELCB-2800  | 已全數停產       |      |
| ELCB-2801  | 已全數停產       |      |
| ELCB-2802  | 已全數停產       |      |
| ELCB-2900  | 全數量產、設計中 |      |

## 外部連結
- 華德動能科技股份有限公司 （页面存档备份，存于）

- 華德動能科技 （页面存档备份，存于）
- 華德動能科技的Facebook專頁